# ウィリアムズ・FW40
ウィリアムズ・FW40 (Williams FW40) は、ウィリアムズが2017年のF1世界選手権参戦用に開発したフォーミュラ1カーである。
本来であれば、前年のFW38の続番である「FW39」となるところだが、2017年は「ウィリアムズ・グランプリ・エンジニアリング」としてのF1参戦40周年を迎えるため、シャシー名称を「FW40」としている。

## 概要
2017年2月17日に画像が先行公開され、同月25日にオンラインで公開された。新しいレギュレーションに合わせる形で、フロントウイング、フロアの前端、リアウイングはいずれも三角形状を持っている。また、フロントウイングとリアウイングの幅が広くなり、大きくなったピレリタイヤに合わせられた。画像先行公開時にはなかったシャークフィンがオンライン公開時に装着されている。

## 2017年シーズン
ドライバーは当初残留予定だったバルテリ・ボッタスがニコ・ロズベルグの引退を受け急遽メルセデスへ移籍したため、前年引退宣言を行ったフェリペ・マッサが引退を撤回して復帰。チームメイトはランス・ストロールが昇格した。
序盤はマッサが奮闘したびたび予選Q3に進出、まめに入賞する位の戦力状態であった。一方ストロールは予選で劣ったり他車との接触リタイヤが続き批判もあったが、第8戦アゼルバイジャンGPでストロールが初の表彰台に立った。これが結果的にトップ3チーム（メルセデス、フェラーリ、レッドブル）以外で唯一の表彰台を獲得したドライバーとなった。また、第13戦イタリアGPは雨で荒れた予選でストロールが4位となり、レッドブル勢のグリッド降格によりフロントローを獲得した。
マッサは第11戦ハンガリーGPのフリー走行で体調不良を訴え欠場。予選以降はリザーブドライバーのポール・ディ・レスタが代走を務めた。
この年は、ボッタスの移籍やペイドライバーのストロールの加入など、チーム環境に波乱のあったシーズンであったが、結果だけ見ればコンストラクターズ5位を確保した。マッサは前年に近いポイントを獲得。ストロールもF1のデビューイヤーながらも、序盤の3戦と第16戦以外は完走しており、表彰台入賞やマッサと同等のポイントを得るなど一定の結果を残した。だが、総獲得ポイントでは前年の半分近くに減少している。そしてマッサはこのシーズンをもって完全にF1から引退した。

## スペック

### シャシー
- 型式：FW40
- シャシー構造：カーボンファイバー/ハニカムコンポジット構造
- フロントサスペンション：プッシュロッド式ダブルウィッシュボーン/スプリング&アンチロールバー
- リアサスペンション：プルロッド式ダブルウィッシュボーン/スプリング&アンチロールバー
- ギアボックス：ウィリアムズ 8速シームレスシーケンシャル・セミオートマチック+リバース/電子油圧制御によるギアセレクト
- クラッチ：カーボンマルチプレート
- ダンパー：ウィリアムズ
- ホイール：APtech マグネシウムホイール
- タイヤ：ピレリ P-Zero
- ブレーキシステム：APレーシング 6ピストン（フロント）、4ピストン（リア）キャリパー/カーボンファイバーディスクブレーキ&パッド
- ブレーキシステム：APレーシング 4ピストンキャリパー、カーボンディスク&パッド
- ステアリング：ウィリアムズ パワーアシスト・ラック・アンド・ピニオン
- 燃料システム：ATL製ケブラー強化ゴム製タンク
- 電子システム：FIA（MES）スタンダードECU
- 冷却システム：アルミオイル&冷却水&ギアボックス・ラジエーター
- コックピット：6点式シートベルト75mmショルダーストラップ&HANSシステム/各ドライバー専用カーボンファイバーシート
- 全高：950mm
- 全幅：2,000mm
- 重量：728kg（燃料・冷却水・ドライバー含む）

### パワーユニット
- 型式：メルセデス M08 EQ Power+
- 排気量：1,600cc
- 気筒数・角度：V型6気筒・90度
- バルブ数：24
- 最高回転数：15,000rpm（レギュレーションで規定）
- 最大燃料流量：100kg/h（10,500rpm以上）
- 燃料噴射：高圧直噴（1インジェクター/シリンダーあたり最大500bar）
- 廃棄タービンの最大回転数：125,000rpm
- ERS：メルセデスAMG ハイ・パフォーマンス・パワートレインズ

## 記録
| 年   | No. | ドライバー   | 1   | 2   | 3   | 4   | 5   | 6   | 7   | 8   | 9   | 10  | 11  | 12  | 13  | 14  | 15  | 16  | 17  | 18  | 19  | 20  | ポイント | ランキング |
| 年   | No. | ドライバー   | AUS | CHN | BHR | RUS | ESP | MON | CAN | AZE | AUT | GBR | HUN | BEL | ITA | SIN | MAL | JPN | USA | MEX | BRA | ABU | ポイント | ランキング |
| ---- | --- | ------------ | --- | --- | --- | --- | --- | --- | --- | --- | --- | --- | --- | --- | --- | --- | --- | --- | --- | --- | --- | --- | -------- | ---------- |
| 2017 | 19  | マッサ       | 6   | 14  | 6   | 9   | 13  | 9   | Ret | Ret | 9   | 10  | PO  | 8   | 8   | 11  | 9   | 10  | 9   | 11  | 7   | 10  | 83       | 5位        |
| 2017 | 18  | ストロール   | Ret | Ret | Ret | 11  | 16  | 14† | 9   | 3   | 10  | 16  | 14  | 11  | 7   | 8   | 8   | Ret | 11  | 6   | 16  | 18  | 83       | 5位        |
| 2017 | 40  | ディ・レスタ |     |     |     |     |     |     |     |     |     |     | Ret |     |     |     |     |     |     |     |     |     | 83       | 5位        |

- 太字はポールポジション、斜字はファステストラップ（key）
- † 印はリタイアだが、90%以上の距離を走行したため規定により完走扱い。